# Інженерненська сільська рада
| Інженерненська сільська рада — колишній орган місцевого самоврядування у Пологівському районі Запорізької області з адміністративним центром у с. Інженерне. Історична дата утворення: в 1923 році. Водоймища на території, підпорядкованій даній раді: р. Конка. Сільській раді були підпорядковані населені пункти: - с. Інженерне - с. Багате - с. Новокарлівка - с. Новофедорівка - с. Павлівське - с. Українське |

## Склад ради
Рада складалася з 16 депутатів та голови.

### Керівний склад ради
| ПІБ                          | Основні відомості                                                         | Дата обрання | Дата звільнення |
| ---------------------------- | ------------------------------------------------------------------------- | ------------ | --------------- |
| Бородавка Галина Федорівна   | Сільський голова, 1952 року народження, освіта, позапартійна              | 26.03.2006   | 31.10.2010      |
| Кошель Наталія Костянтинівна | Сільський голова, 1977 року народження, освіта вища, член Партії регіонів | 31.10.2010   |                 |

Примітка: таблиця складена за даними джерела